# Bea Vianen
Beatrice Sylvia Magdalena Vianen (Paramaribo, 6 november 1935 - aldaar, 6 januari 2019) was een Surinaamse schrijfster van romans, verhalen en poëzie. Zij wordt gerekend tot de belangrijkste Nederlands-Caraïbische auteurs van de jaren '70 van de 20ste eeuw.

## Leven en werk
Zij werd geboren in de Surinaamse hoofdstad en is van etnisch gemengde afkomst. Zij werd katholiek opgevoed (vergelijk het verhaal 'Nonnen en straffen', opgenomen in de bloemlezing Verhalen van Surinaamse schrijvers, 1989). Vianen ging in 1957 naar Nederland en leefde sedertdien voortdurend periodes aan beide zijden van de oceaan. Zij debuteerde met poëzie en proza in het tijdschrift Soela (1962-1964). In 1965 kwam haar bundeltje Cautal uit, ingeleid door Trefossa: liefdesliederen aan Krishna, al komt hier al de migrantenpsyche naar buiten. In al haar romans gaat het om de problematiek van vrijheid versus onvrijheid. Zij beschrijft Suriname lyrisch, maar is uiterst kritisch over de sfeer van benauwenis. In Sarnami, hai (Suriname, ik ben, 1969) revolteert het meisje Sita tegen de hindostaanse tradities. In Strafhok (1971) en Geen onderdelen (1979) doen verschillende personen verwoed pogingen om uit de knellende banden van kolonialisme, etnische verdeeldheid, geloofstegenstellingen en vooroordelen te breken. De internaatsjongens die in Ik eet, ik eet tot ik niet meer kan (1972) proberen nieuwe wegen te vinden, krijgen geen perspectief mee van Vianen (i.e. van het land). Het paradijs van Oranje (1973) is een in Nederland spelende roman met een kritische kijk op de leefwijze van Surinaamse emigranten. Dezelfde thematiek van vrijheid versus onvrijheid heeft ook haar poëzie bepaald. Aanvankelijk was die anekdotisch, als in Liggend stilstaan bij blijvende momenten (1974), later steeds sterker associatief, als in Over de grens (1986). Het latere werk van Vianen toont paranoïde trekken. Ervaringen van reizen door Zuid-Amerika, jeugdherinneringen aan Suriname en flitsen uit Nederland spelen door elkaar in het nauwelijks te volgen proza van Yo te espero, señora Ramkumari (1979). In de poëzie levert het soms nog acceptabele resultaten op; bundels: Op het laatst krijgen wij met z’n allen donderop (1989), Is als het zo ruist een vermogen (1993) en Begraaf mij in dit gruis (2002).
Ter gelegenheid van haar tachtigste verjaardag verscheen in 2015 Een kinderbedje, een bundeling van drie korte verhalen. Het boek is in eigen beheer uitgegeven door haar oudste dochter Kunti Elstak.
Bea Vianen overleed op  6 januari 2019 op 83-jarige leeftijd.
In 2022 werd ze een maand lang geëerd met een plaats op de Iconenkalender van NAKS.

## Werken

#### Dichtbundels
- 1965 Cautal
- 1974 Liggend stilstaan bij blijvende momenten. Uitgeverij Querido, 1974
- 1986 Over de grens. Gedichten 1976-1987. In de Knipscheer, 1986
- 1989 Op het laatst krijgen wij met z’n allen donderop. In de Knipscheer, 1989
- 1993 Is als het zo ruist een vermogen
- 2002 Begraaf mij in dit gruis. Okopipi, 2002

#### Romans
- 1969 Sarnami, hai. Querido, 1969. Heruitgave 2021: Sarnami, hai / Suriname ik ben. Uitgeverij Cossee.
- 1971 Strafhok. Querido, Amsterdam. 2e druk 1997: Uitgeverij Conserve.
- 1972 Ik eet, ik eet, tot ik niet meer kan. Uitgeverij Querido, 1972
- 1973 Het paradijs van Oranje. In de Knipscheer, 1985 2e druk
- 1979 Geen onderdelen. Uitgeverij De Bezige Bij, 1979
- 1979 Yo te espero, señora Ramkumari. Bijlage van Avenue (tijdschrift), 1979

#### Verhalen
- 1969 Over nonnen en straffen. In: Avenue (tijdschrift), 1969. Herdrukt in De Groene Amsterdammer 16 december 2021 pp.104-113.
- 2015 Een kinderbedje (drie verhalen). Uitgegeven in eigen beheer door Kunti Elstak. ISBN 978-94-022-2102-2.

## Over Bea Vianen
- Michiel van Kempen, 'Bea Vianen.' In: Kritisch Lexicon van de Moderne Nederlandstalige Literatuur, no. 31, november 1988. (biografie, beschouwing, uitvoerige primaire en secundaire bibliografie)
- Michiel van Kempen, Een geschiedenis van de Surinaamse literatuur. Breda: De Geus, 2003, deel II, pp. 904–909.
- Peter Meel, 'De kracht van christelijk kolonialisme; Rooms-katholicisme en hindoeïsme in het werk van Bea Vianen en Shrinivási. In: Wandelaar onder de palmen; Opstellen over koloniale en postkoloniale literatuur. Onder redactie van Michiel van Kempen, Piet Verkruijsse en Adrienne Zuiderweg. Leiden: KITLV Uitgeverij, 2004, pp. 465–477.